# Красовський Іван Юрійович
Іван Юрійович Красовський (нар. 21 серпня 1921, Вілька — пом. 13 квітня 1989, Трускавець) — український радянський майстер різьблення по дереву; член Спілки радянських художників України з 1961 року.

## Біографія
Народився 21 серпня 1921 року в селі Вільках (нині не існує, територія Польщі). Мистецтва різьби навчався у батька і Михайла Орисика. У 1945 році був депортований до Тернопільської області.
Протягом 1946—1949 років працював в артілі імені Максима Горького у місті Теребовлі; у 1949—1950 роках — в артілі художніх виробів у Львові; у 1950—1952 роках — на ізокомбінаті у місті Чернівцях; у 1952—1953 роках інструктором школи для глухонімих у Теребовлі; у 1953—1954 роках — в артілі імені 9 лютого в Трускавці; у 1954—1957 роках — у Львівському кооперативному товаристві художників.
Жив у Трускавці в будинку на вулиці Лисенка, № 35. Помер у Трускавці 13 квітня 1989 року.

## Творчість
Працював у галузі декоративного мистецтва (декоративна різьба по дереву). У традиціях лемківського різьблення створював прикрашені рельєфним рослинним орнаментом тематчні тарелі, декоративні панно, скульптурки тварин і птахів. Серед робіт:
- альбом «Каштановий листок» (1960);

барельєфи
- «Материнство» (1949);
- «Державний герб Української РСР» (1949);
- «Орден Перемоги» (1949);
- «Калина» (1957);
- «Домашня птиця» (1964);

декоративні тарелі
- «Лист калини» (1950);
- «Ленін в Розливі» (1951);
- «Лист винограду» (1969);
- «Суниця» (1975);

композиції
- «Солдат рятує дівчину» (1953);
- «Журавель у гостях у лисиці» (1960);
- «Лисиця в гостях у журавля» (1960);
- «Лемко з дровами» (1961);
- «Гайдамаки» (1964);
- «На панщину» (1964);
- «Танок» (1967);
- «Землемір» (1977).

Брав участь у республіканських виставках з 1949 року, зарубіжних — з 1956 року.
Окремі роботи зберігаються у Національному музеї українського народного декоративного мистецтва у Києві, Музеї етнографії та художнього промислу у Львові.